# Indické muzeum
Indické muzeum je muzeum v indické Kalkatě a největší muzeum Indie. Je zde sbírka archeologických nálezů z celých dějin subkontinentu a dále rozsáhlé sbírky starožitností, zbraní, šperků, fosilií, antropologické sbírky a obrazárna. Muzeum patří k nejdéle nepřetržitě fungujícím muzeím světa a řídí jej indické ministerstvo kultury. Založil ho v roce 1814 dánský botanik Nathaniel Wallich jako součást Asijské společnosti (Asiatic Society) poblíž Kalkaty v Serampore. Současná budova muzea byla postavena v roce 1875.
Jedním z největších pokladů muzea jsou pozůstatky kamenných plotů (vedikas) stúp z Bhárhutu a Mathury, z nichž některé jsou výborně zachovalé.

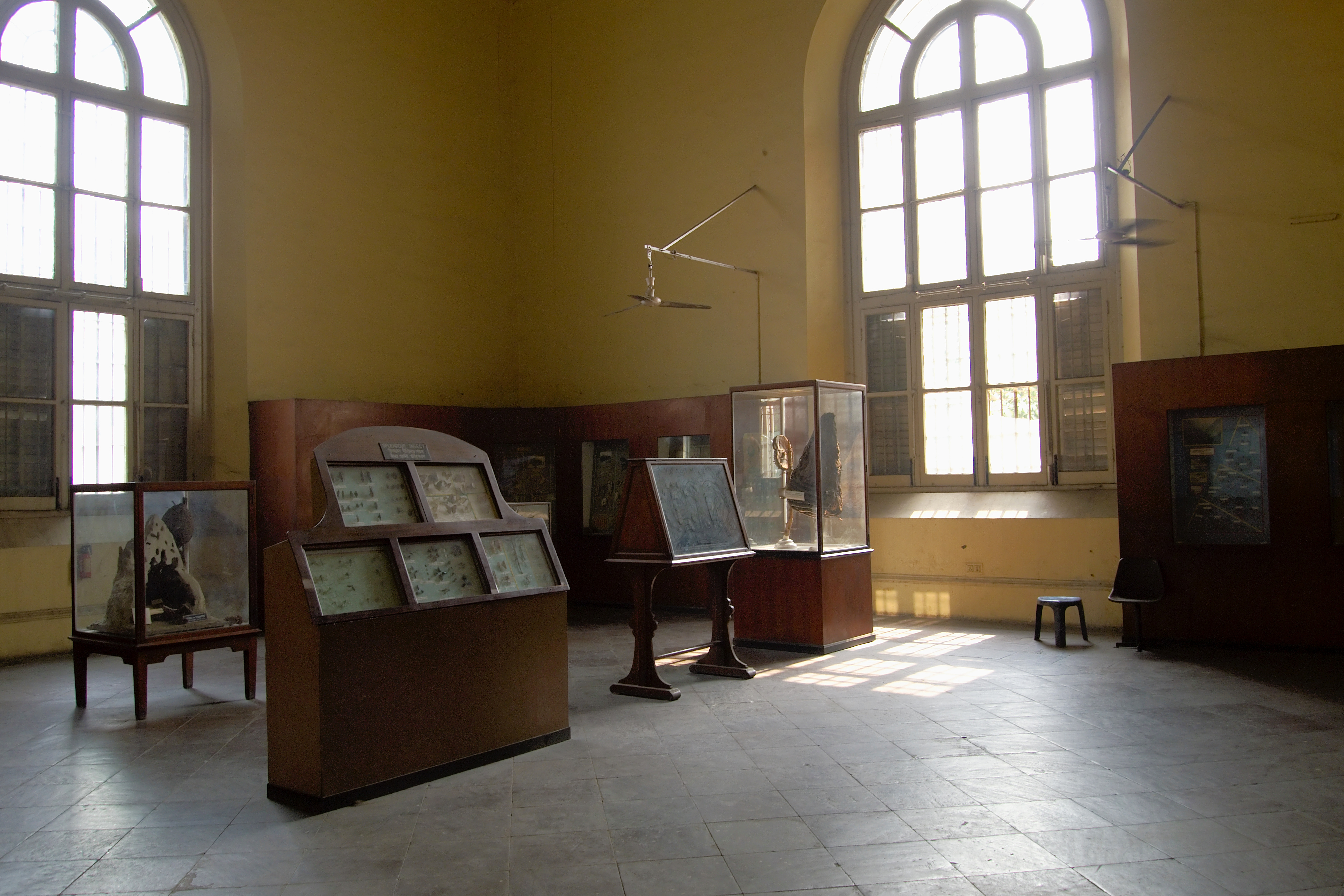
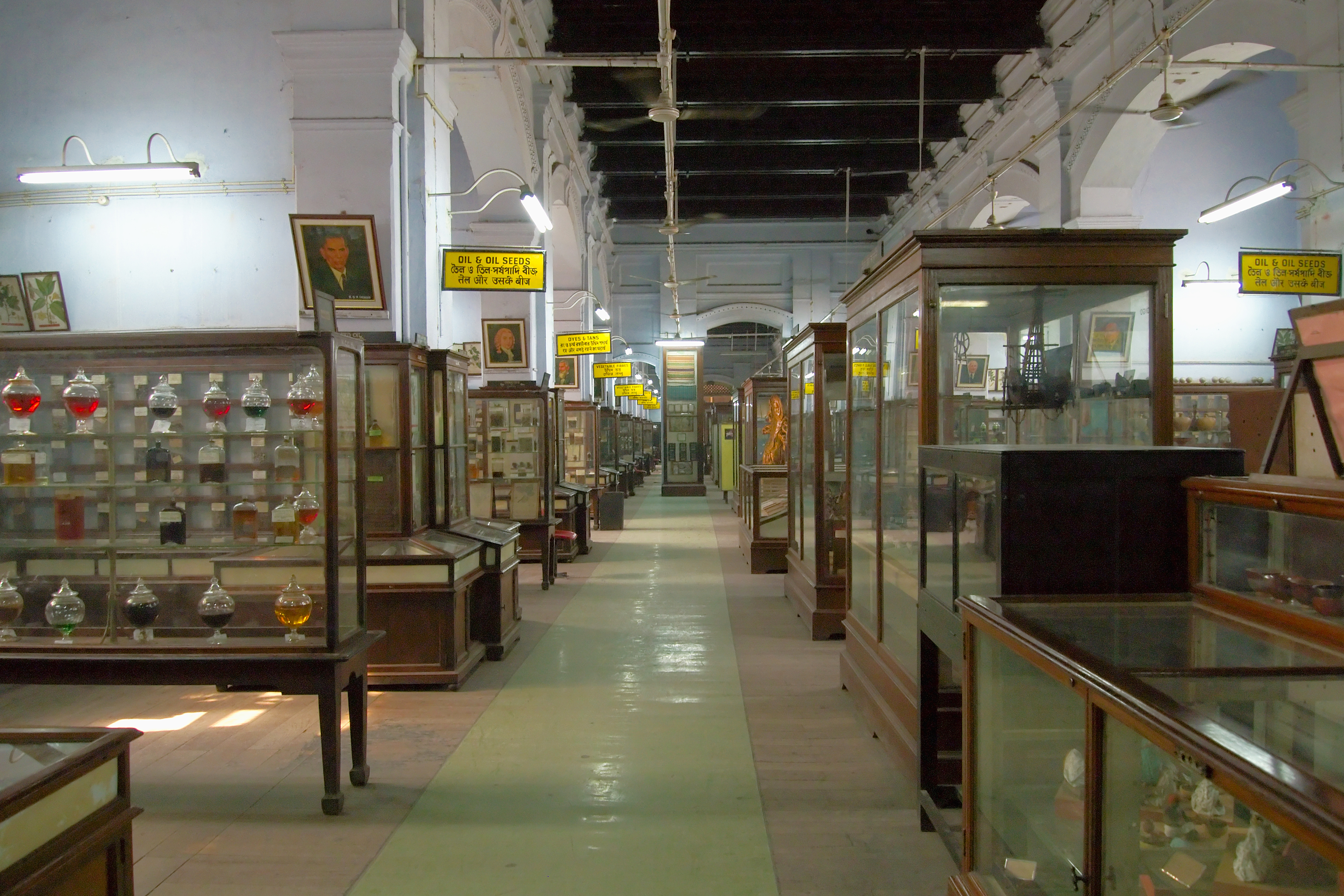
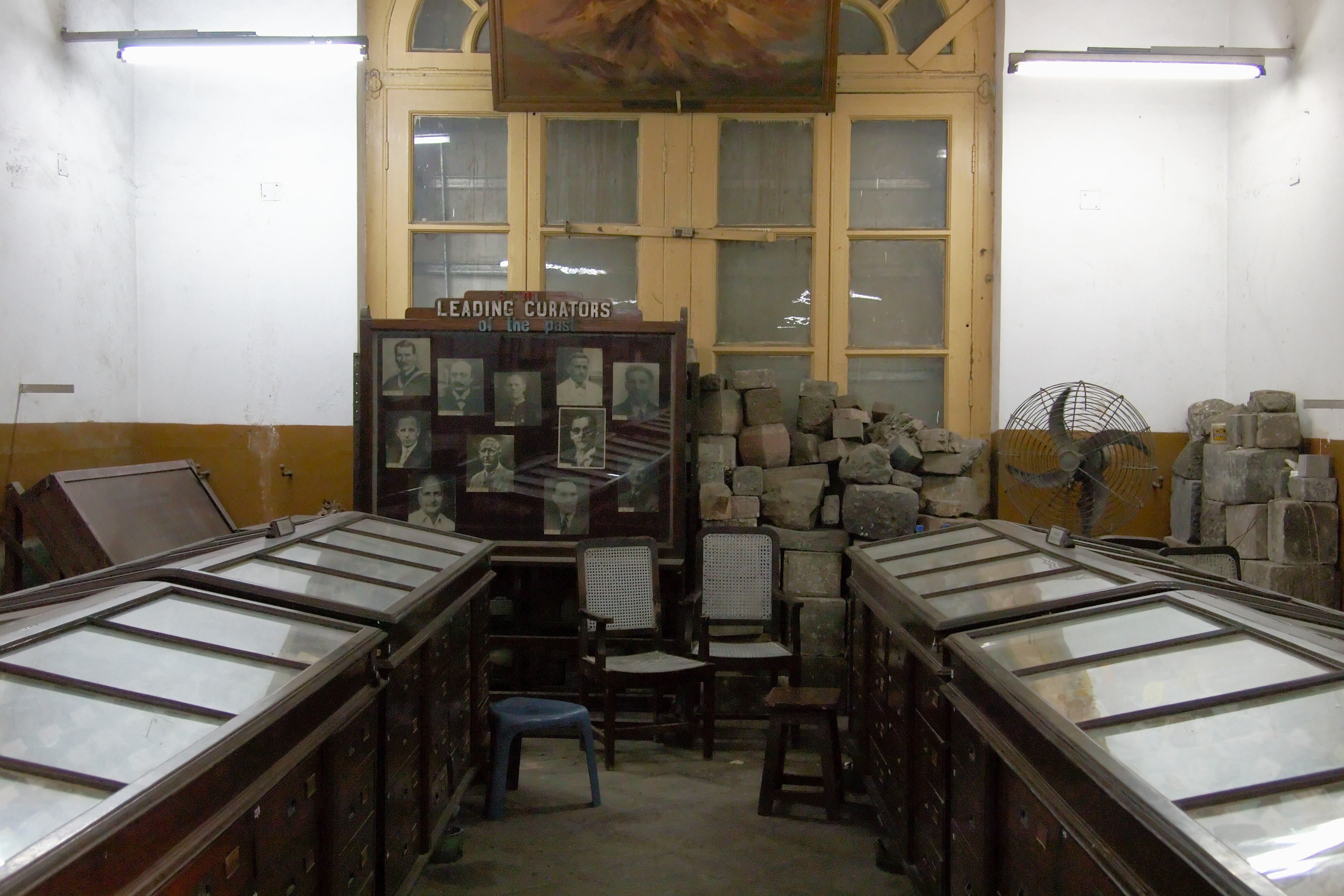
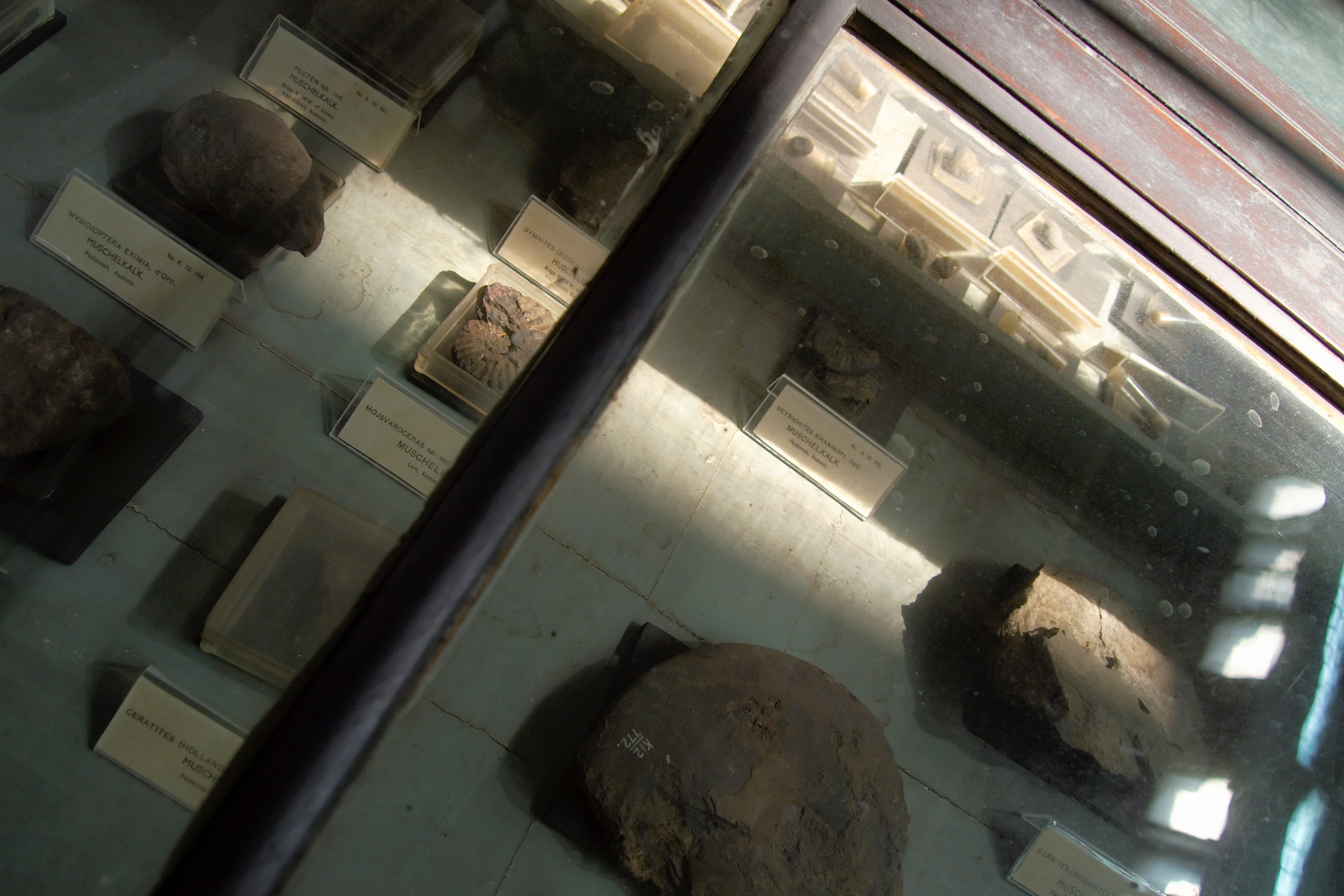
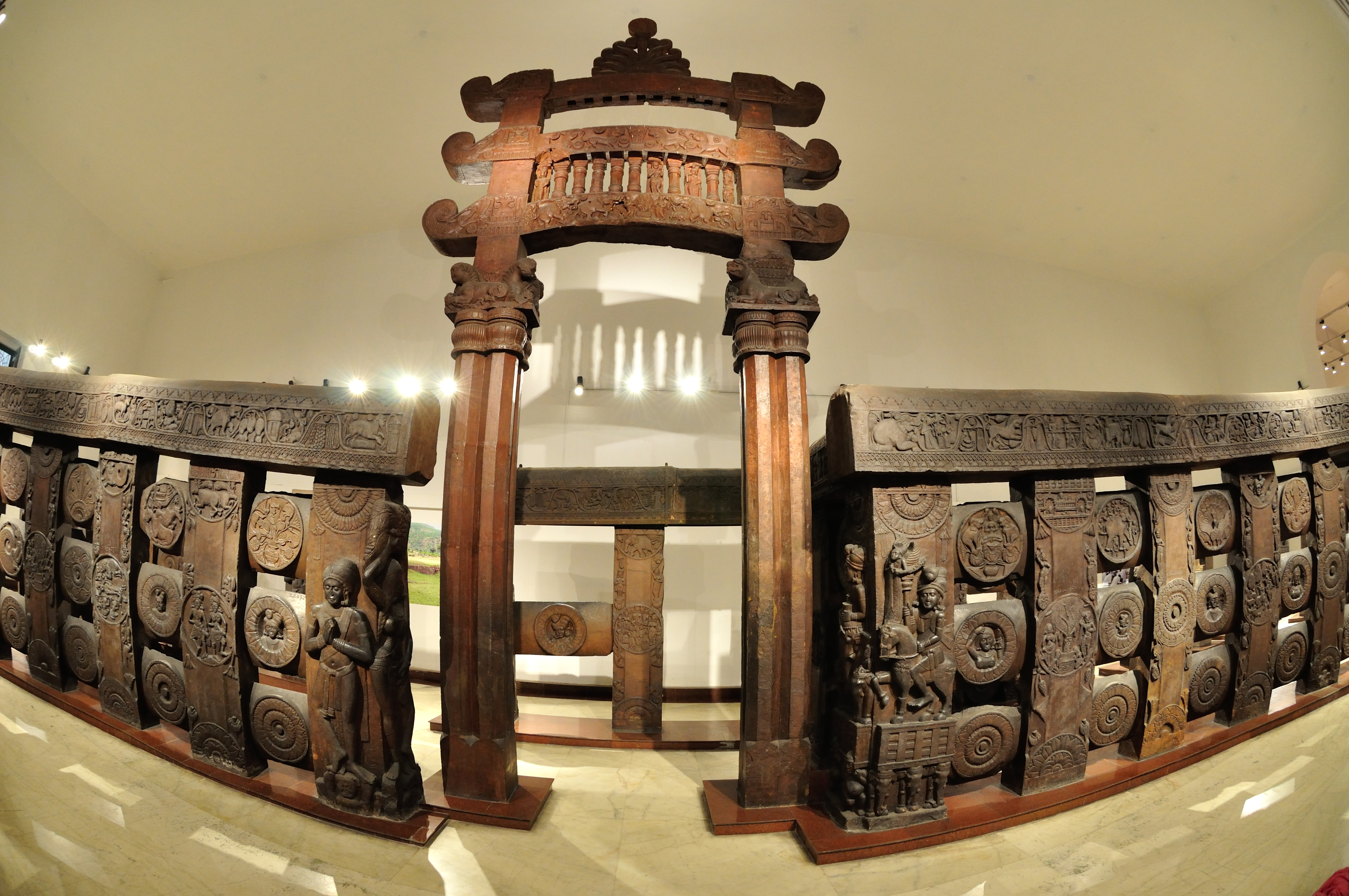
Kamenný plot stúpy z Bhárhutu
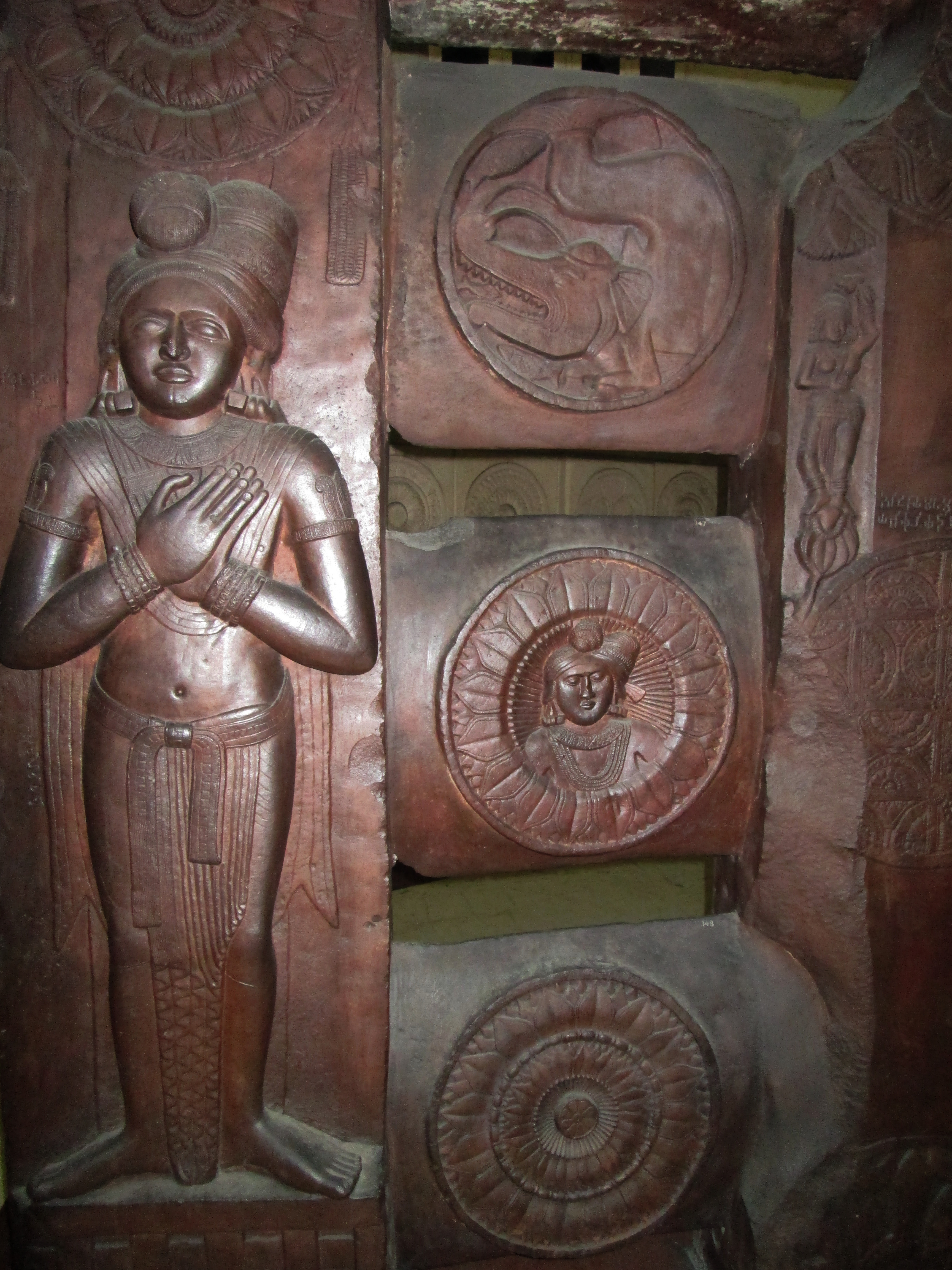
Strážce z Bhárhutu
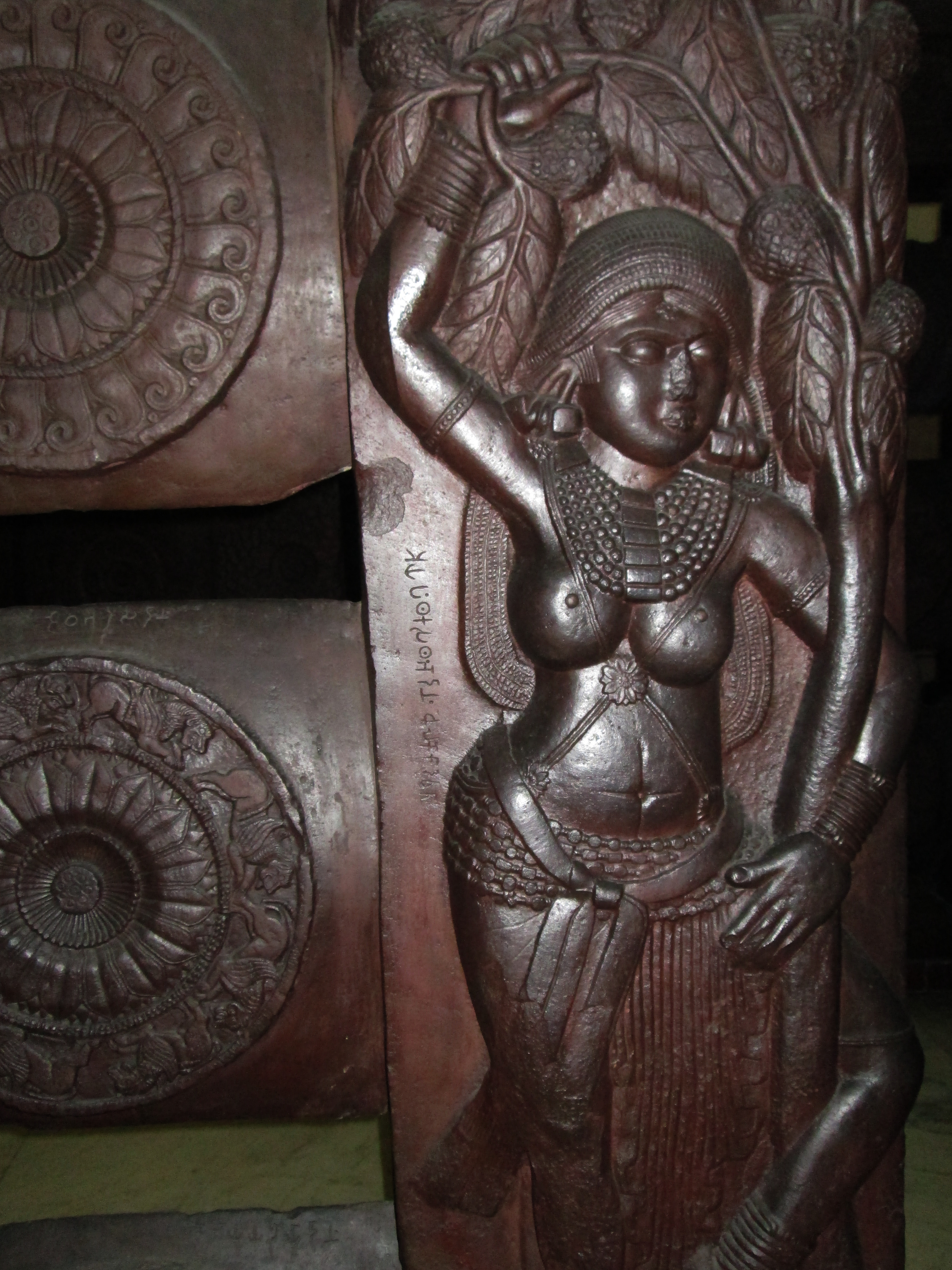
Salabhandžika z Bhárhutu
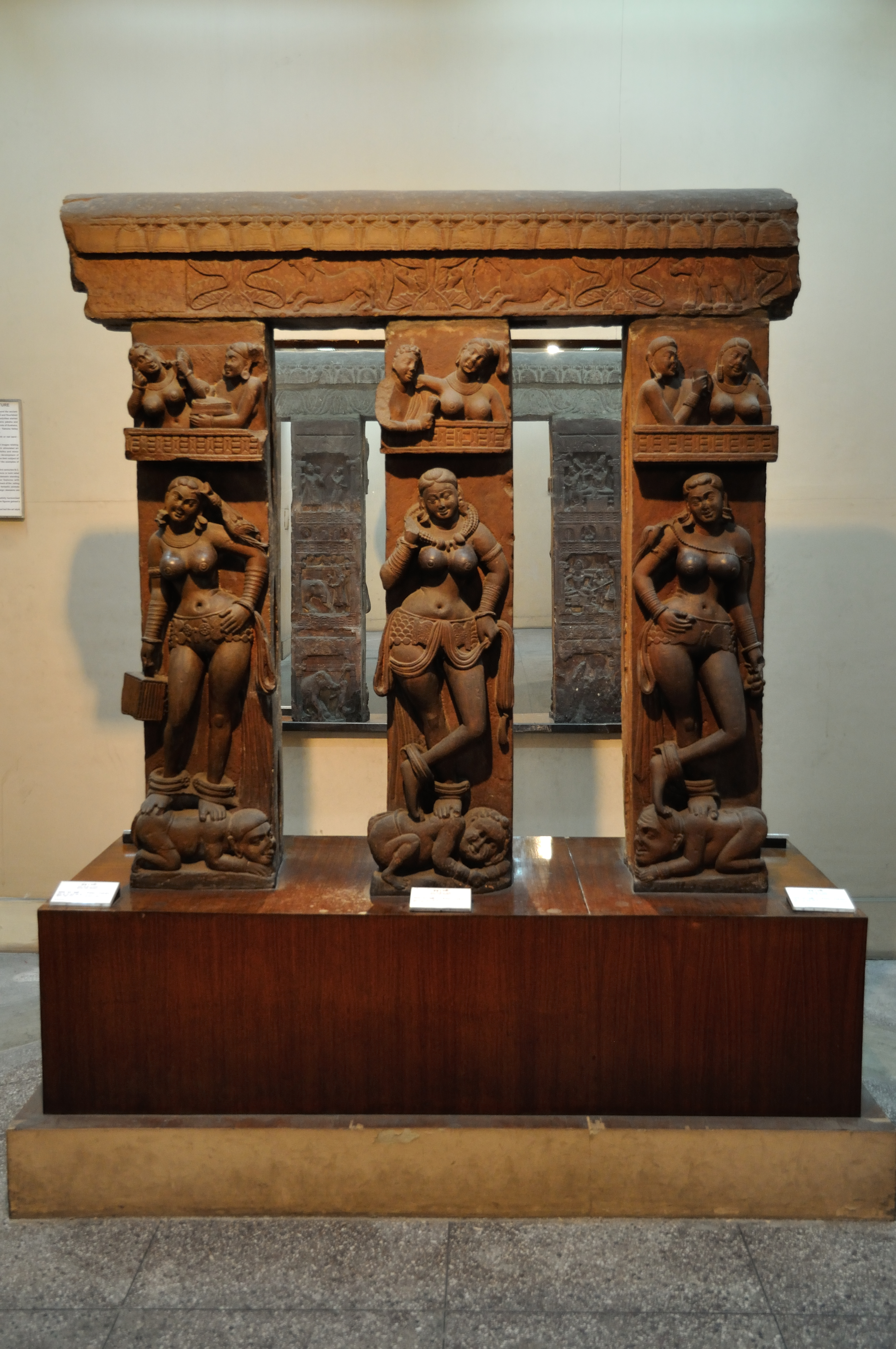
Sochy ze stúpy v Mathuře
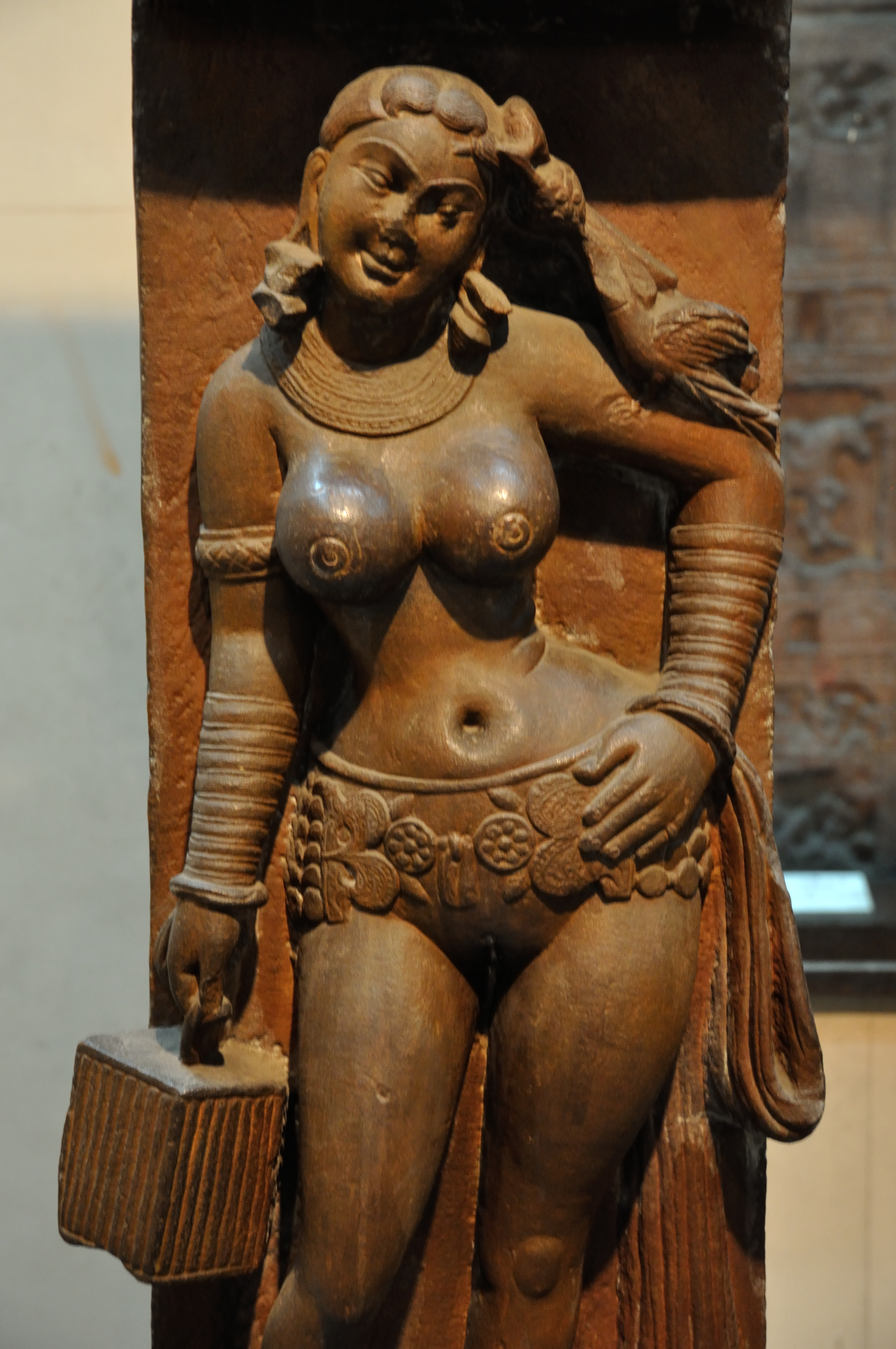
Jakša z Mathury
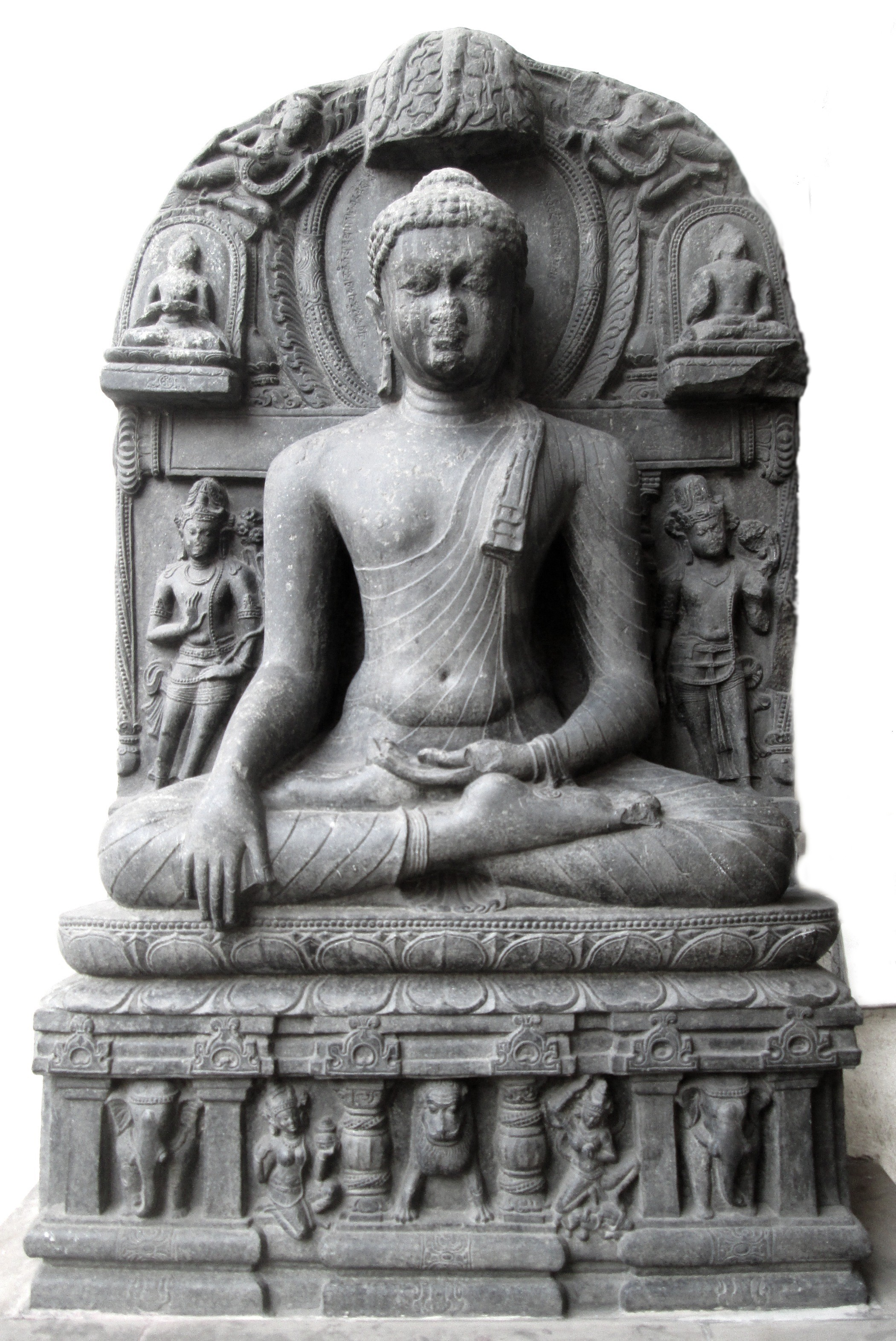
Buddha z Biháru